# Arquidiócesis de Cambrai
La arquidiócesis de Cambrai (en latín: Archidioecesis Cameracensis y en francés: Archidiocèse de Cambrai) es una circunscripción eclesiástica de la Iglesia católica en Francia. Se trata de una arquidiócesis latina, sufragánea de la arquidiócesis de Lille. Desde el 15 de agosto de 2018 su arzobispo es Vincent Dollmann.

## Territorio y organización

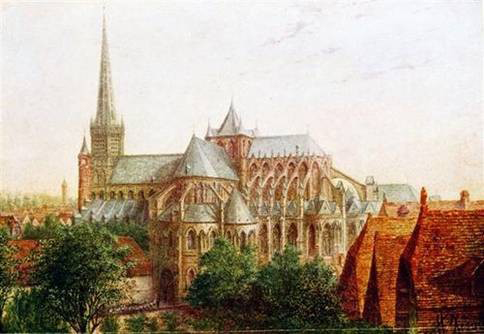
Antigua Catedral de Nuestra Señora, en Cambrai, destruida durante la Revolución francesa

La arquidiócesis tiene 3420 km² y extiende su jurisdicción sobre los fieles católicos de rito latino residentes en los distritos de Cambrai, Douai, Valenciennes y Avesnes-sur-Helpe del departamento Norte de la región de Alta Francia.

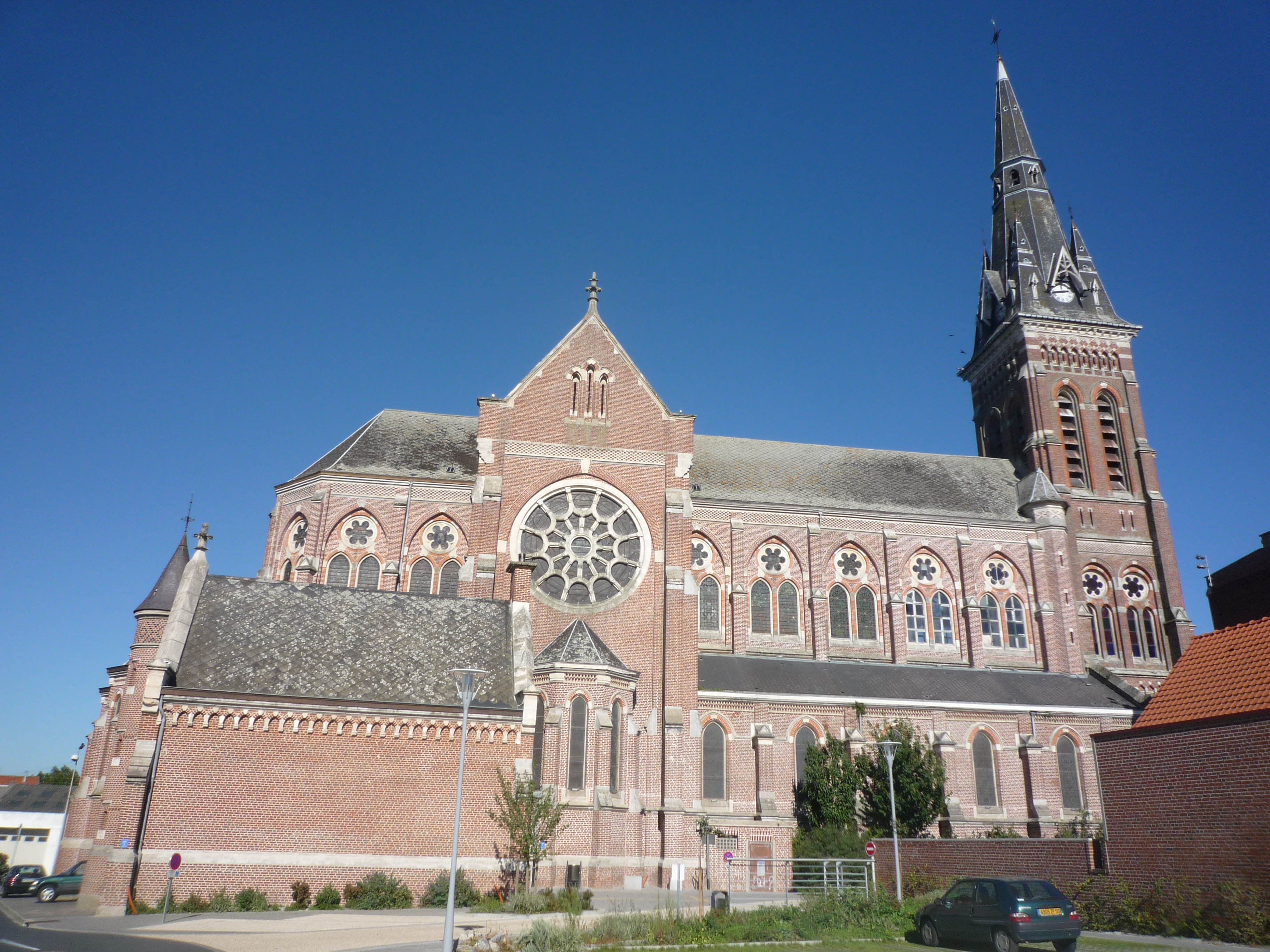
Basílica de Sainte Maxellende, en Caudry

La sede de la arquidiócesis se encuentra en la ciudad de Cambrai, en donde se halla la Catedral de Nuestra Señora de la Gracia y el Santo Sepulcro. En Valenciennes se encuentra la basílica de Notre-Dame-du-Saint-Cordon y en Caudry la basílica de Sainte Maxellende.
En 2021 en la arquidiócesis existían 50 parroquias.

## Historia

Escudo de armas del príncipe-obispo de Cambrai

La región de Cambrai estuvo habitada en la época romana por el pueblo de los nervios, cuya capital, Bavacum (Bavay), fue destruida a principios del siglo V y sustituida por Cameracum, es decir, Cambrai. La evangelización de la civitas Nerviorum fue bastante tardía, como todo el noreste de la Galia. Las investigaciones arqueológicas han permitido determinar que en el siglo IV existía ciertamente una comunidad cristiana en Bavay. En el pseudoconcilio de Colonia del año 346 estuvo presente Superiore, episcopus Nerviorum. No está claro si este obispo era un obispo residencial o un obispo misionero en la tierra de los nervios. Es cierto que después de Superiore no hubo más obispos conocidos hasta san Gastón, reconocido por la tradición como el primer obispo y fundador, con la ayuda de san Remigio de Reims, de la Ecclesia Nerviorum, en la primera mitad del siglo VI.
Inicialmente la sede episcopal se colocó en Arrás y sólo con Vedulf, tercer sucesor de san Gastón, fue trasladada a Cambrai. Este traslado fue reconocido por el rey franco Childeberto II, a la hora de instalar al sucesor de Vedulfo, san Gaugerico, en Cambrai entre 584 y 590. A partir de ese momento los obispos de Cambrai también gobernaron la ciudad y el territorio de Arrás.
La civitas Nerviorum pertenecía a la provincia romana de Galia Bélgica II, como lo demuestra la Notitia Galliarum de principios del siglo V. Desde el punto de vista religioso, así como civil, dependía de la provincia eclesiástica de la arquidiócesis de Reims, sede metropolitana provincial.

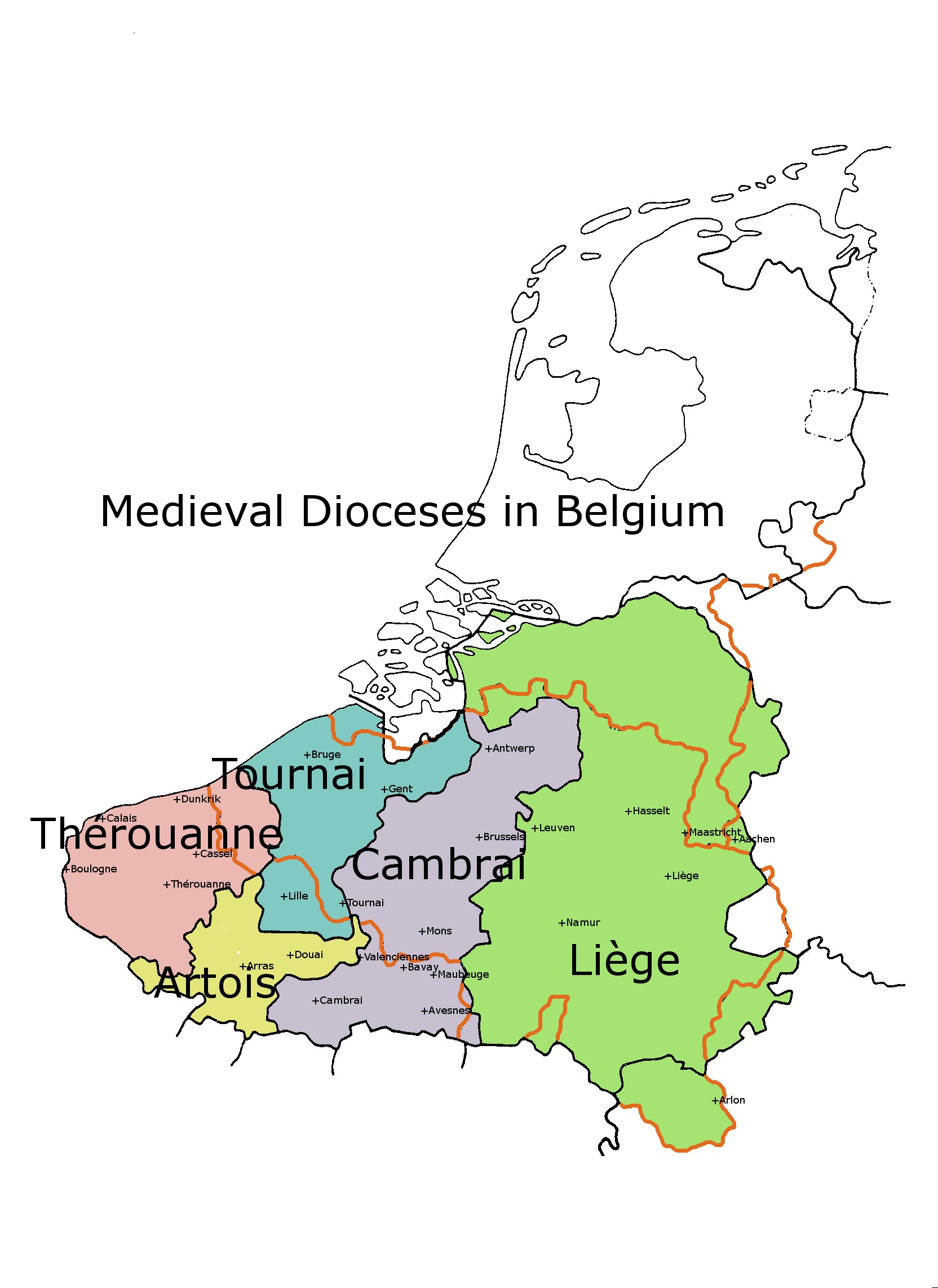
Mapa de la diócesis de Cambrai y otras diócesis de Bélgica antes de 1559. La línea roja indica las fronteras estatales actuales

La antigua diócesis era muy grande e incluía seis pagus o territorios: el Cameracensis pagus, el Hainoensis pagus, el Fanomartensis pagus, el Barchbatensis pagus, el Antwertensis pagus y el Templutensis pagus. Limitaba al norte con la diócesis de Utrecht, al este con la de Lieja, al sur con la diócesis de Noyon, y al oeste con las diócesis de Arrás y Tournai. La antigua división, conocida a partir del siglo VII, estuvo en el origen de la subdivisión de la diócesis en arcedianatos en los siglos IX o X: Cambrai (correspondiente al pagus Cameracensis), Henao (Hainoensis), Valenciennes (surgió con la fusión de los pagos Fanomartensis y Templutensis), Brabante (Barchbatensis) y Amberes (Antwertensis). En el siglo XIII se erigió un nuevo arcedianato, el de Bruselas, con territorio obtenido del arcedianato de Brabante. Los arcedianatos se dividieron entonces en decanatos, para un total de 18, como atestigua el sínodo celebrado en Cambrai en 1550. Esta organización territorial y administrativa se mantuvo inalterada hasta 1559.
Durante los siglos VII y VIII se inició la expansión del monaquismo y del eremitismo, que permitió establecer la evangelización en el campo y los ambientes rurales, que hasta entonces habían permanecido al margen de la vida eclesial. Así nacieron las antiguas abadías de Honnecourt, Valenciennes, Denain y Liessies. En época carolingia surgió y se estableció el sistema parroquial, que permitió una mejor y sistemática penetración de la fe cristiana en el territorio.

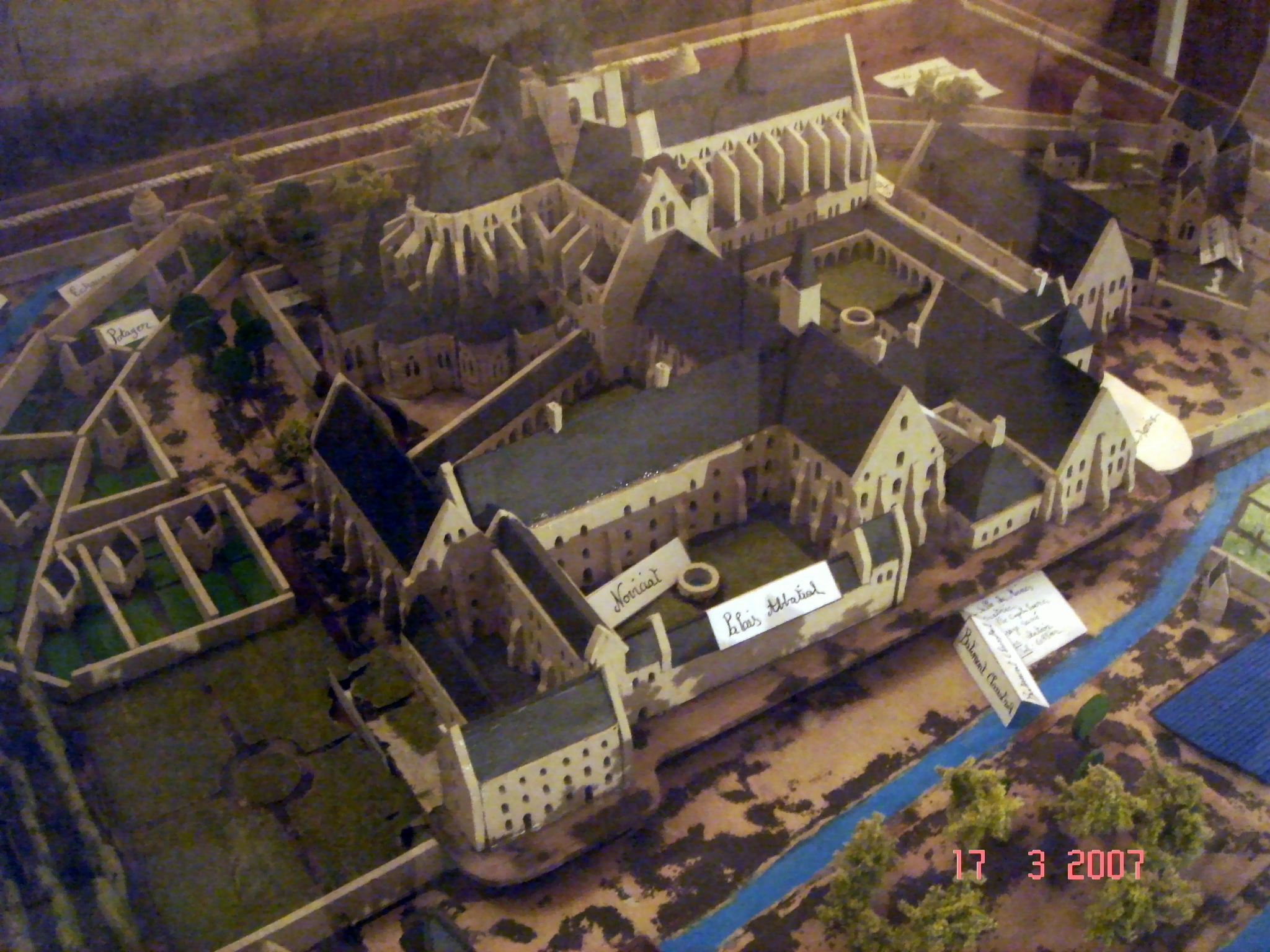
Reconstrucción de la abadía de Vaucelles, municipio de Les Rues-des-Vignes, a 13 km de Cambrai, construida por Bernardo de Claraval en 1131 y destruida casi por completo durante la Revolución francesa

Los conflictos entre el poder espiritual y el temporal produjeron durante la Edad Media dos situaciones de crisis para la diócesis de Cambrai. En el siglo IX, a la muerte del obispo Teodorico († 863), el emperador intentó imponer tres obispos de su propio nombramiento, Guntbert, Tedboldo y Ilduin, que no obtuvieron la aprobación del metropolitano de Reims, quien, después de tres años de sede vacante, consiguió imponer al obispo Jean a la sede de Cambrai. A finales del siglo XI, en la lucha por las investiduras, se produjo un cisma en el seno de la diócesis, con el nombramiento de Manasés del partido papal, y Gaucher del partido imperial.
En 948 el emperador Otón I concedió al obispo Fulberto los derechos de condado sobre la ciudad de Cambrai y el Cambresis. Es el comienzo del poder temporal de los obispos, que fue confirmado con nuevos privilegios por Enrique II en 1007.
En 1024 el obispo Gerardo de Cambrai encargó una obra que recorría la historia de la diócesis, la Gesta Episcoporum Cameracensium, terminada en 1051.
En 1094 terminó la unión de Arrás con Cambrai. Como primer obispo fue elegido Lambert de Guines, del clero de la diócesis de Tournai.
En 1148 la catedral sufrió un incendio y luego siguieron las obras de reconstrucción, iniciadas por el obispo Nicolas de Chièvres, que dio al edificio una forma gótica.
En 1378 se produjo en el cristianismo el llamado Cisma de Occidente, con el establecimiento de dos papados, uno en Roma y otro en Aviñón. El primer papa de Aviñón fue Clemente VII, obispo de Cambrai de 1368 a 1371.
El 12 de mayo de 1559, con vistas a la reorganización de las sedes diocesanas de los Países Bajos Austríacos, Cambrai fue elevada al rango de arquidiócesis metropolitana con la bula Super universas del papa Paulo IV. Al mismo tiempo cedió dos arcedianatos de su territorio, los más septentrionales, para la erección de la arquidiócesis de Malinas y de la diócesis de Amberes. La provincia eclesiástica de Cambrai incluía cuatro sufragáneas: Tournai, Arrás, Namur y Saint-Omer.
La nueva arquidiócesis, que incluía aproximadamente 500 parroquias, 109 sucursales, 32 abadías y 14 colegiatas, se organizó en 4 arcedianatos y 14 decanatos:
- el arcedianato de Cambrai, con los decanatos de Cateau, Cambrai y Beaumetz;
- el arcedianato de Valenciennes, con los decanatos de Valenciennes, Haspres y Avesnes-sur-Helpe;
- el arcedianato de Brabante, con los decanatos de Chièvres, Tournai Saint Brice, Lessines y Hal;
- el arcedianato de Henao, con los decanatos de Maubeuge, Binche, Mons y Bavay.

El cabildo catedralicio conservó el derecho de elegir al obispo hasta 1686, año en el que el rey de Francia adquirió el privilegio del nombramiento real del obispo. Al mismo tiempo, debido a la anexión del Cambresis al reino de Francia, los arzobispos perdieron su poder temporal. François Fénelon fue el primer arzobispo nombrado por los reyes franceses, en 1695. Precisamente a causa de la anexión del condado de Cambrai a Francia, la arquidiócesis se encontró territorialmente dividida entre dos estados, Francia y los Países Bajos del Sur, austriacos desde 1713.
En 1791 la antigua catedral, edificio de muy grandes proporciones, fue destinada al culto constitucional. Sufrió daños al año siguiente y en 1793 se transformó en almacén de cereales. El 6 de junio de 1796 fue vendida a un tal Blanquart, comerciante de San Quintín, quien emprendió su demolición para revender la piedra. En 1809 una tormenta derribó el campanario, de 114 metros de altura.
Tras el concordato con la bula Qui Christi Domini del papa Pío VII del 29 de noviembre de 1801, Cambrai perdió el rango de arquidiócesis y se convirtió en sufragánea de la arquidiócesis de París. Desde el punto de vista territorial, la diócesis fue hecha coincidir con el departamento del Norte, perdiendo así toda la porción belga de su territorio en favor de la diócesis de Tournai y otras porciones más pequeñas de territorio pasaron a la diócesis de Arrás; y adquiriendo al mismo tiempo porciones de territorio que pertenecían a las diócesis de Arrás, Tournai, Saint-Omer e Ypres.
El primer obispo concordatario fue Luis de Belmas, quien en 1804 construyó como nueva catedral la iglesia de la abadía del Santo Sepulcro, que se había salvado durante el período revolucionario porque había sido convertida en templo de la razón.
En junio de 1817 se estipuló un nuevo concordato entre la Santa Sede y el gobierno francés, al que siguió el 27 de julio la bula Commissa divinitus, con la que el papa restauró la provincia eclesiástica de Cambrai, incluidas las diócesis de Arrás y Boulogne que fueron al mismo tiempo restauradas. Sin embargo, dado que el concordato no entró en vigor al no ser ratificado por el Parlamento de París, estas decisiones no surtieron efecto.
El 1 de octubre de 1841, en virtud de la bula Mysticam Petri naviculam del papa Gregorio XVI, volvió a ser sede arzobispal y metropolitana, con la diócesis de Arrás como única sufragánea. En 1863 la arquidiócesis se organizó en 4 arcedianatos: Cambrai, Lille, Dunkerque y Valenciennes.
El 25 de octubre de 1913 cedió una parte de su territorio para la erección de la diócesis de Lille (hoy arquidiócesis) mediante la bula Consistoriali decreto del papa Pío X.
Con el nuevo milenio, la organización territorial diocesana fue revisada con el establecimiento de 51 nuevas parroquias, divididas en 12 decanatos.
Desde el 30 de marzo de 2008, en virtud de la bula In Gallia del papa Benedicto XVI, ya no es sede metropolitana, aunque conserva su título de arzobispado; fue nombrada sufragánea de la nueva sede metropolitana de Lille.

## Estadísticas
Según el Anuario Pontificio 2022 la arquidiócesis tenía a fines de 2021 un total de 916 000 fieles bautizados.
| Año                                                                             | Población | Población | Población      | Sacerdotes | Sacerdotes | Sacerdotes | Católicos por sacerdote | Diáconos permanentes | Religiosos | Religiosos | Parroquias y cuasiparroquias |
| Año                                                                             | Católicos | Total     | % de católicos | Total      | Diocesanos | Regulares  | Católicos por sacerdote | Diáconos permanentes | Masculinos | Femeninos  | Parroquias y cuasiparroquias |
| ------------------------------------------------------------------------------- | --------- | --------- | -------------- | ---------- | ---------- | ---------- | ----------------------- | -------------------- | ---------- | ---------- | ---------------------------- |
| 1949                                                                            | 838 000   | 839 773   | 99.8           | 614        | 599        | 15         | 1364                    |                      | 15         | 17         | 493                          |
| 1959                                                                            | 894 500   | 919 671   | 97.3           | 710        | 674        | 36         | 1259                    |                      | 22         | 640        | 452                          |
| 1970                                                                            | ?         | 1 043 486 | ?              | 600        | 565        | 35         | ?                       |                      | 59         | 1075       | 452                          |
| 1980                                                                            | 1 015 000 | 1 050 000 | 96.7           | 508        | 474        | 34         | 1998                    | 1                    | 57         | 725        | 459                          |
| 1990                                                                            | 1 048 000 | 1 081 000 | 96.9           | 398        | 376        | 22         | 2633                    | 7                    | 39         | 567        | 459                          |
| 1999                                                                            | 963 000   | 1 031 786 | 93.3           | 317        | 306        | 11         | 3037                    | 28                   | 11         | 424        | 452                          |
| 2000                                                                            | 963 000   | 1 031 786 | 93.3           | 297        | 278        | 19         | 3242                    | 28                   | 25         | 425        | 452                          |
| 2001                                                                            | 980 000   | 1 050 394 | 93.3           | 330        | 313        | 17         | 2969                    | 27                   | 17         | 414        | 452                          |
| 2002                                                                            | 998 000   | 1 069 000 | 93.4           | 339        | 322        | 17         | 2943                    | 29                   | 17         | 396        | 452                          |
| 2003                                                                            | 980 000   | 1 050 394 | 93.3           | 320        | 303        | 17         | 3062                    | 32                   | 17         | 396        | 452                          |
| 2004                                                                            | 944 050   | 1 011 862 | 93.3           | 259        | 243        | 16         | 3644                    | 29                   | 31         | 347        | 337                          |
| 2006                                                                            | 916 736   | 1 011 862 | 90.6           | 231        | 218        | 13         | 3968                    | 31                   | 14         | 344        | 334                          |
| 2013                                                                            | 921 900   | 1 020 000 | 90.4           | 185        | 175        | 10         | 4983                    | 37                   | 11         | 257        | 354                          |
| 2016                                                                            | 933 000   | 1 031 314 | 90.5           | 160        | 147        | 13         | 5831                    | 46                   | 13         | 241        | 355                          |
| 2019                                                                            | 939 685   | 1 038 700 | 90.5           | 147        | 134        | 13         | 6392                    | 46                   | 13         | 143        | 51                           |
| 2021                                                                            | 916 000   | 1 011 800 | 90.5           | 135        | 126        | 9          | 6785                    | 47                   | 9          | 125        | 50                           |
| Fuente: Catholic-Hierarchy, que a su vez toma los datos del Anuario Pontificio. |           |           |                |            |            |            |                         |                      |            |            |                              |

## Episcopologio

### Obispos de Cambrai (346-1556)
- Superiore (mencionado en 346)
- San Gastón (Vedastus o Vaast) (510-540)
- San Domingo (Dominicus o Dominique) (540-545)
- San Vedulfo (Vedulphe) (c. 545-c. 580)
- San Gaugerico (Géry) (585-626)
- San Bertoldo (Berthold) (627)
- San Ableberto (Ablebert) (627-645)
- San Autberto (Aubert) (antes de 652-después de 667)
- San Vindiciano (Vindicien) (669-695)
- Hildeberto (Ildeberto o Hildebert) († 21 de junio entre 712 y 715)
- Unaldo (Hunaldo o Hunald) (mencionado en 717)
- San Adolfo (Hadulf) (717-728)
- Treuvardo (Trevardo o Treuvard) (mencionado en 748)
- Guntfrido (Gaufrid o Gunfrid) (mencionado el 13 de marzo de 762)
- Alberico (Alberic) (mencionado el 12 de julio de 763)
- Hildoardo (Ildoardo, Hildoard o Ildoard) (antes de 798-después de 816)
- Alitgario (Halitgar) (antes de 825-25 de junio de 830)
- Teodorico (Théodoric) (antes de noviembre de 832-5 de agosto de 863)
  - Sede vacante (863-866), con candidatos Hilduin, Gontbert y Tetbold rechazados por el arzobispo Hincmar de Reims.[nota 1]
- San Juan I (Jean I) (21 de julio de 866-después de 878)
- San Rotado (Rothad) (c. 879-887)
- Dodilón (Dodilo) (consagrado el 17 de marzo de 888-después de 901)
- Esteban (Étienne o Stefano) (909-934)
- Fulberto (Fulbert) (934-956)
- Berengario (Berengar) (956-957)
- Ingelramo (Engelram o Ingelram I) (antes de 960-12 de octubre de 960)
- Ansberto (Ansbert o Autbert II) (960-septiembre de 965)
- Vilboldo (Wibold) (965-966)
  - Sede vacante (966-972)
- Teodoto (Tetdo o Teodot) (c. 972-28 de agosto de 976)
- Rotardo II (Rothard) (c. 976-995)
- Erluino (Erluin) (995-1012), primer obispo en ser conde de Cambrésis.
- Gerardo I (Gérard de Florennes) (1012-1048)
- San Liéberto (Lietbert o Lietebert) (1049-1076)
- Gerardo II (Gérard II) (1076-1092)
- Manasés (Manassès) (1093-1103)
  - Gualtero (Walcher o Gautier) (1093-1106), antiobispo apoyado por Enrique IV.[nota 2]
- San Odón (Odon de Tournai) (1105-1113)
  - Sede vacante (1113-1115)
- Burchardo (Burchard) (1115-1131)
- Liétard (1131-1137), depuesto.
- Nicolás I (Nicolas I de Chièvres) (1137-1167)
  - Pedro I (Pierre I de Flandre) (1167-1173), nunca consagrado.
  - Roberto I (Robert d'Aire) (1173-1174), nunca consagrado.[nota 3]
  - Alardo (Alard) (1175-1178), nunca consagrado.
- Roger (Oger o Roger de Wavrin) (1179-1191)
- Juan II (Jean d'Antoing) (1192-1196)
  - Nicolás II (Nicolas II du Roeulx) (1197)
  - Hugo (Hugues) (1197-1198), nunca consagrado.
- Pedro II (Pierre II de Corbeil) (1199-1200)
- Juan III (Jean de Béthune) (1200-1219)
- Godofredo (Godefroid de Fontaines) (1220-1237/1238)
- Gui I (1238-1247)
- Nicolás III (Nicolas de Fontaines) (1249-1273)
- Enguerrand II (Ingelram o Enguerrand de Créqui) (1274-1286)[nota 4]
- Guillermo I (Guillaume d'Avesnes o de Hainaut) (1286-1296)
- Gui II (Gui de Collemedio) (1296-1306)
- Felipe (Philippe de Marigny) (1306-1309)
- Pedro III (Pierre de Lévis-Mirepoix) (1309-1324)
- Gui III (Guy de Bologne) (1324-1336)
- Guillermo II (Guillaume d'Auxonne) (1336-1342)
- Gui IV (Guy de Ventadour) (1342-1349)
- Pedro IV (Pierre de Clermont) (1349-1368)
- Roberto II (Robert de Genève) (1368-1371)
- Gerardo III (Gérard de Dainville) (1371-1378)
- Juan IV (Jean T'Serclaes) (1378-1388)
- Andrés (André de Luxembourg) (1389-1396)
- Pedro V (Pierre d'Ailly) (1396-1411)
- Juan V (Jean de Gavere) (1412-1436)
- Juan VI (Jean de Bourgogne) (1439-1479)
- Enrique (Henri de Berghes) (1480-1502)
- Jacobo (Jacques de Croÿ) (1503-1516)
- Guillermo III (Guillaume de Croÿ) (1516-1519)
- Roberto III (Robert de Croÿ) (1519-1556)

### Arzobispos de Cambrai (desde 1559)
- Maximilien de Berghes (1558-1570), primer arzobispo desde 1559.
- Louis de Berlaymont (1571-1596)
- Jean Sarazin (1596-1598)
- Guillaume de Berghes (1601-1609)
- Jean Richardot (1609-1614)
- François Buisseret (1615)
- François Van der Burch (1616-1644)
- Joseph de Bergaigne (1646-1647)
- Gaspard Van den Bosch (1651-1667)
- Ladislas Jonnart (1669-1674)
- Jacques-Théodore de Bryas (1675-1694)
- François de Salignac de La Mothe-Fénelon (1695-1715)
- Jean d'Estrées (1716-1718)
- Joseph-Emmanuel de La Trémoille (1718-1720)
- Guillaume Dubois (1720-1723)
- Charles de Saint-Albin (1723-1764)
- Léopold-Charles de Choiseul-Stainville (1764-1774)
- Henri-Marie-Bernardin de Rocozel de Fleury (1775-1781)
- Ferdinand-Maximilien-Mériadec de Rohan (1781-1801)
- Louis Belmas (1802-1841)
- Pierre Giraud (1842-1850)
- René-François Régnier (1850-1881)
- Alfred Duquesnay (1881-1884)
- François-Édouard Hasley (1885-1888)
- Odon Thibaudier (1889-1892)
- Marie-Alphonse Sonnois (1893-1913)
- François-Marie-Joseph Delamaire (1913)
- Jean-Arthur Chollet (1913-1952)
- Émile-Maurice Guerry (1952-1966)[nota 5]
- Henri-Martin Félix Jenny (1966-1980)
- Jacques Louis Léon Delaporte (1980-1999)
- François Charles Garnier (2000-2018)
- Vincent Dollmann (2018-presente)